# 潮港城餐飲集團
潮港城餐飲集團（CKC Group，簡稱潮港城）是臺灣餐廳連鎖集團，總部位於臺中市南屯區，1990年創立；現任董事長為謝瑞珉。潮港城餐飲集團旗下還有潮港城國際美食館、女兒紅婚宴會館「港式飲茶」、太陽百匯自助餐廳、豬在瘋豬腳專賣店、福瑞堂創新台菜、微光曼曼、白宮雅集、潮港城美食港港潮鍋等眾多品牌，目前都在積極拓展分據點，2022年集團營收約10億元。

## 歷史
- 199012 《潮港城餐廳-中港店》營業  ;《潮港城股份有限公司》創立
- 200702  《女兒紅婚宴會館》開幕;《潮港城餐廳-文南店》營業
- 201101  《潮港城事業股份有限公司》更名
- 201207  《潮港城國際美食館-台中魚市場》開幕
- 201605  《潮港城生管中心》開幕
- 2023 《豬在瘋豬腳專賣店》台中麗寶OUTLET MALL店;《福瑞堂》南投昭和時代古蹟建築餐廳;《潮港城美食港港潮鍋》台中公益店地表最強個人鴛鴦鍋

## 旗下品牌
- 潮港城國際美食館
- 太陽百匯
- 愛朵創意婚禮
- 福瑞堂創新台菜
- 豬在瘋豬腳專賣店
- 潮港城美食港港潮鍋
- 微光曼曼
- 白宮雅集
- 凱將國際

## 外部連結
- 潮港城國際美食館 （页面存档备份，存于）（繁體中文）
- 福瑞堂 （页面存档备份，存于）（繁體中文）
- 潮港城餐飲集團 （页面存档备份，存于）（繁體中文）
- 潮港城FB粉絲專頁 （页面存档备份，存于）（繁體中文）
- 潮港城Instargam （页面存档备份，存于）（繁體中文）